# Forte de São Miguel Arcanjo
O Forte de São Miguel Arcanjo, também referido como Forte do Morro da Nazaré ou simplesmente Forte da Nazaré, localiza-se na vila, freguesia e município da Nazaré, em Portugal.
Ergue-se em posição dominante sobre a praia da Nazaré, afamado e tradicional ponto de pesca, santuário e balneário, no litoral português.
Aberto ao público desde 2014, conta com uma das mais enigmáticas vistas sobre a Vila da Nazaré e é um dos locais favoritos para os entusiastas das ondas gigantes.
O Forte de São Miguel Arcanjo está classificado como Imóvel de Interesse Público desde 1978.

## História

### A primitiva estrutura
A primitiva defesa do local remonta ao reinado de D. Sebastião (1557-1578), que ali determinou erguer uma fortificação para defesa do povoado piscatório no monte da Pederneira (1577), por cujo porto era escoada a madeira do Pinhal d’El Rey (Pinhal de Leiria) e cujos estaleiros já possuíam importância econômica de vulto à época.

### A Dinastia Filipina: o projecto de Casale
Essas obras, entretanto, só ganhariam impulso durante a Dinastia Filipina, quando o rei D. Filipe II (1598-1621), por volta do ano de 1600, determinou reconstruir a primeira fortaleza de acordo com planta do falecido engenheiro militar e arquitecto Giovanni Vicenzo Casale. Ainda em construção, um corsário neerlandês penetrou no porto de Pederneira e apresou uma embarcação portuguesa com carga de madeira de pinho e uma nau de Biscaia que transportava ferro, vinho e armas (1611).

### A actual estrutura: a reforma bragantina

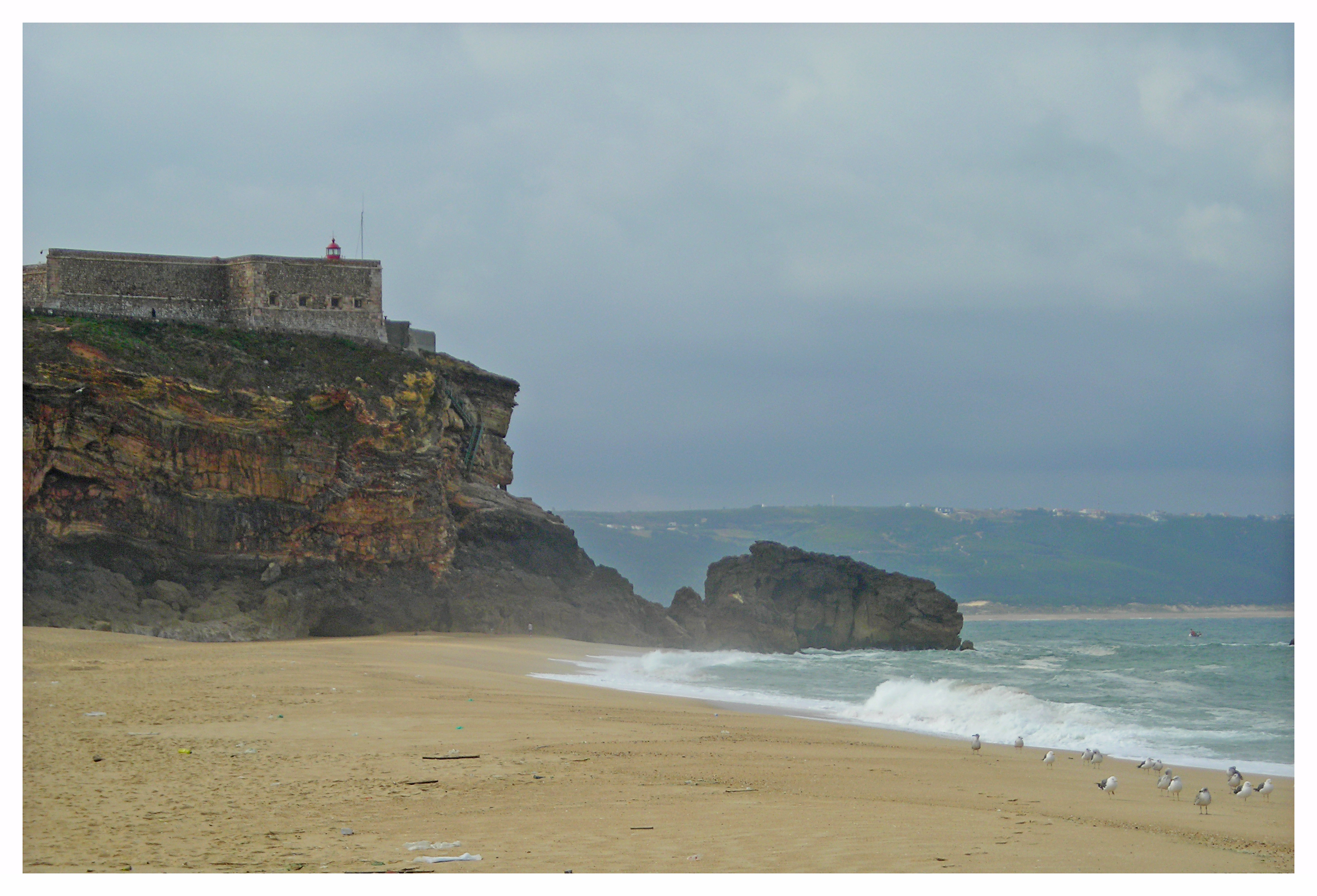
Forte de São Miguel Arcanjo, Portugal.

Necessitando de reparos no início do século XVII, à época da Guerra de Restauração da independência portuguesa a Coroa determinou a sua modernização e ampliação (1644), quando adquiriu a sua actual conformação.

### A Guerra Peninsular: ocupação e resistência
Após as suas peças de artilharia terem sido removidas para a Praça-forte de Cascais, a partir de 1807 foi ocupado pelas tropas napoleônicas durante a Guerra Peninsular, com um destacamento de 50 soldados das forças do general Junot. Este efetivo foi expulso pela população local no ano seguinte, tendo se destacado na ocasião um grupo de seis estudantes que, com a farda do Batalhão Académico de Coimbra, tentaram convencer os invasores que tinham recebido reforços. Indo a Cascais em um batel, à procura de armamento, lograram repelir os reforços inimigos que, da Praça-forte de Peniche, acorriam em socorro da guarnição do forte. Posteriormente os invasores franceses retornaram à região, matando os seus habitantes e incendiando casas e embarcações nas povoações da Nazaré, de Pederneira e do Sítio, em represália.
A partir de 1855 a sede do Concelho foi transferida de Pederneira para Nazaré.

### A actualidade
No alvorecer do século XX, em 1903, foi instalado um farol nas suas dependências, com a função de auxílio à navegação naquele trecho do litoral.
Entre 1907 e 1941 registraram-se trabalhos de restauração no monumento.
Embora actualmente bem conservada, a estrutura encontra-se ameaçada de desabamento em virtude do avançado processo erosivo que a solapa pelo lado do mar.

## Características
Fortificação marítima em estilo maneirista, apresenta planta irregular orgânica (adaptada ao promontório rochoso sobre o qual assenta), com um baluarte em cada vértice. As muralhas, em aparelho de pedra irregulasr com cantaria nos vértices, apresentam contrafortes, abrigando oito dependências que atendiam as funções de Quartel da Tropa, Casa do Comando, Paiol e Armazéns. No segundo piso, localiza-se a Praça de Armas.
Encimando o portão monumental, sob um lintel, destaca-se uma imagem em baixo-relevo de São Miguel Arcanjo, patrono do forte, e uma inscrição: "El-Rey Dom Joam o Quarto – 1644", ambas atualmente bastante desgastadas.
No ano de 1901 ou de 1902, iniciou-se um processo para a expropriação do forte, tendo em seguida se procedido à reconstrução parcial de um baluarte danificado, para nele instalar o Farol da Nazaré (1903), activo até hoje, com um alcance luminoso de quinze milhas náuticas, completado por um sinal sonoro de aviso em dias de nevoeiro intenso.

## Galeria

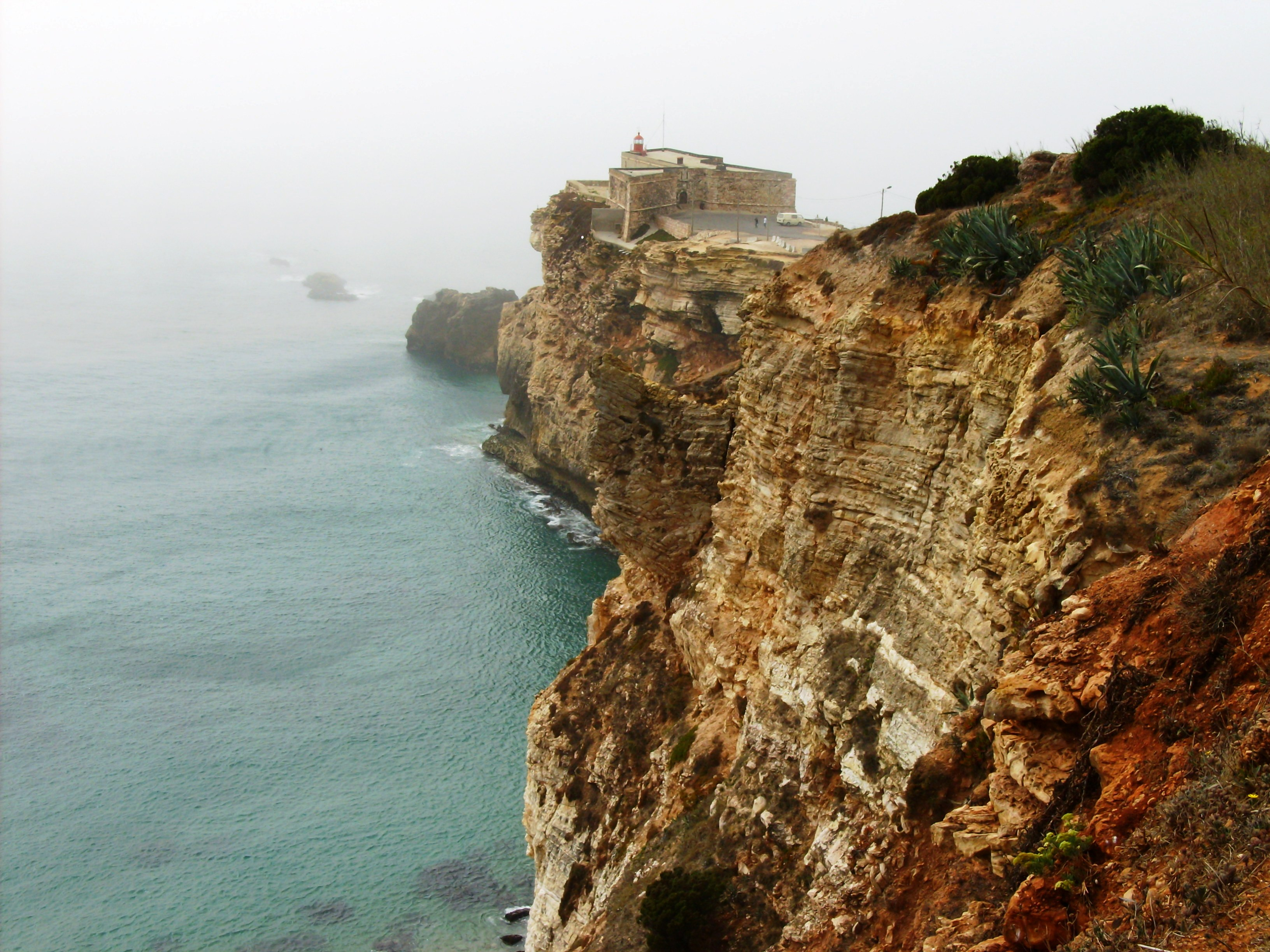
Vista panorâmica
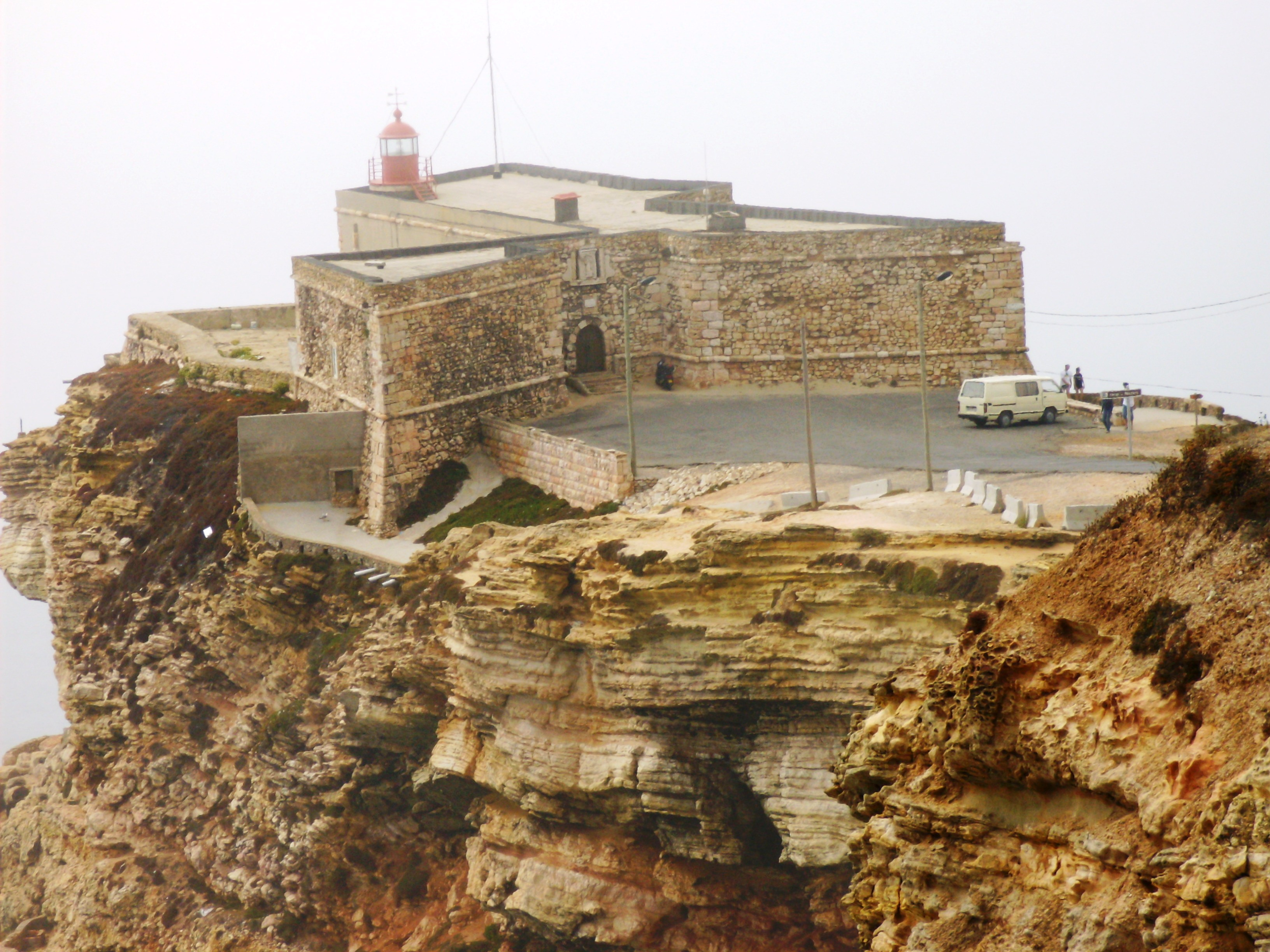
Vista com neblina
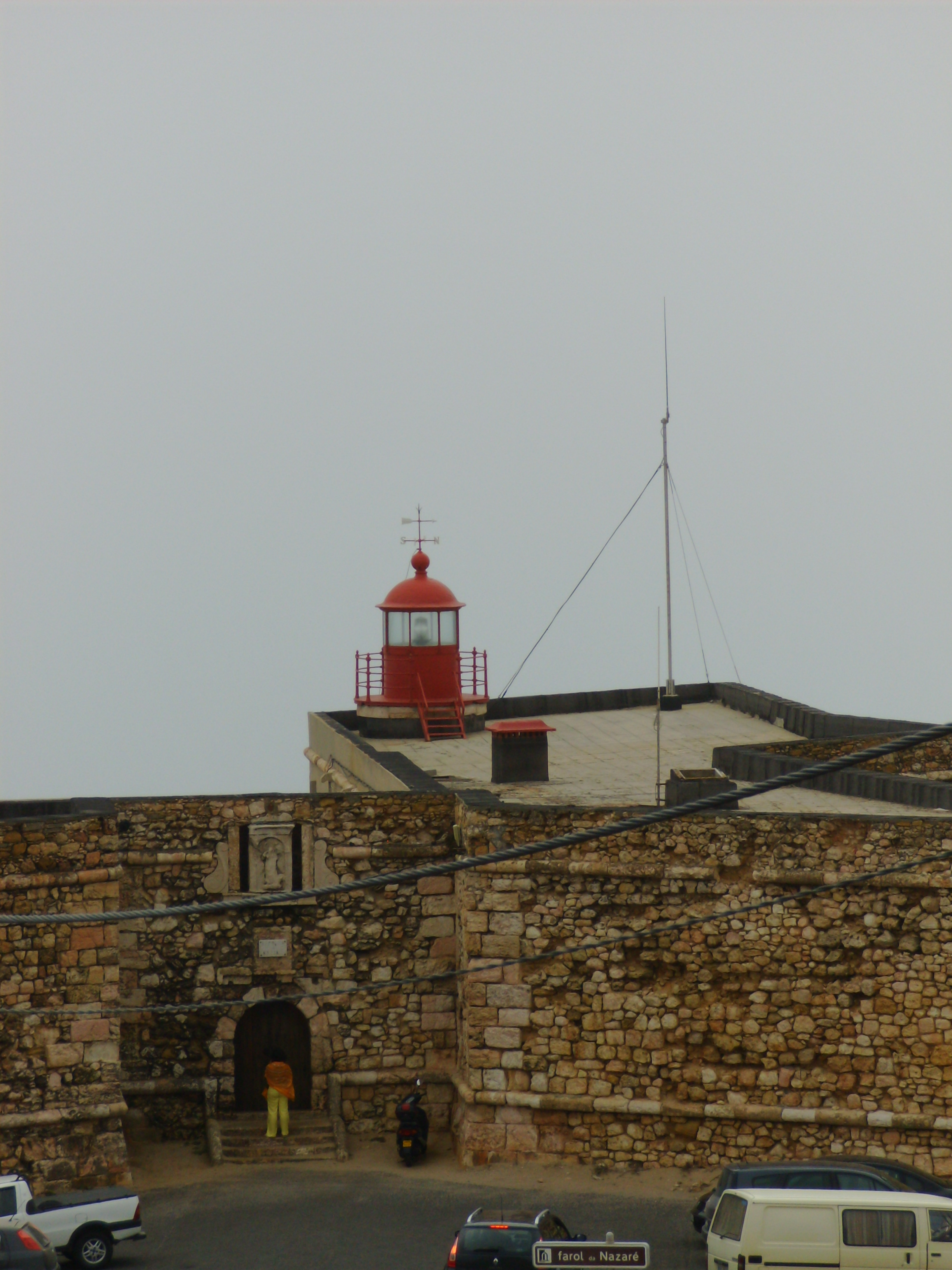
Portão de Armas e farol
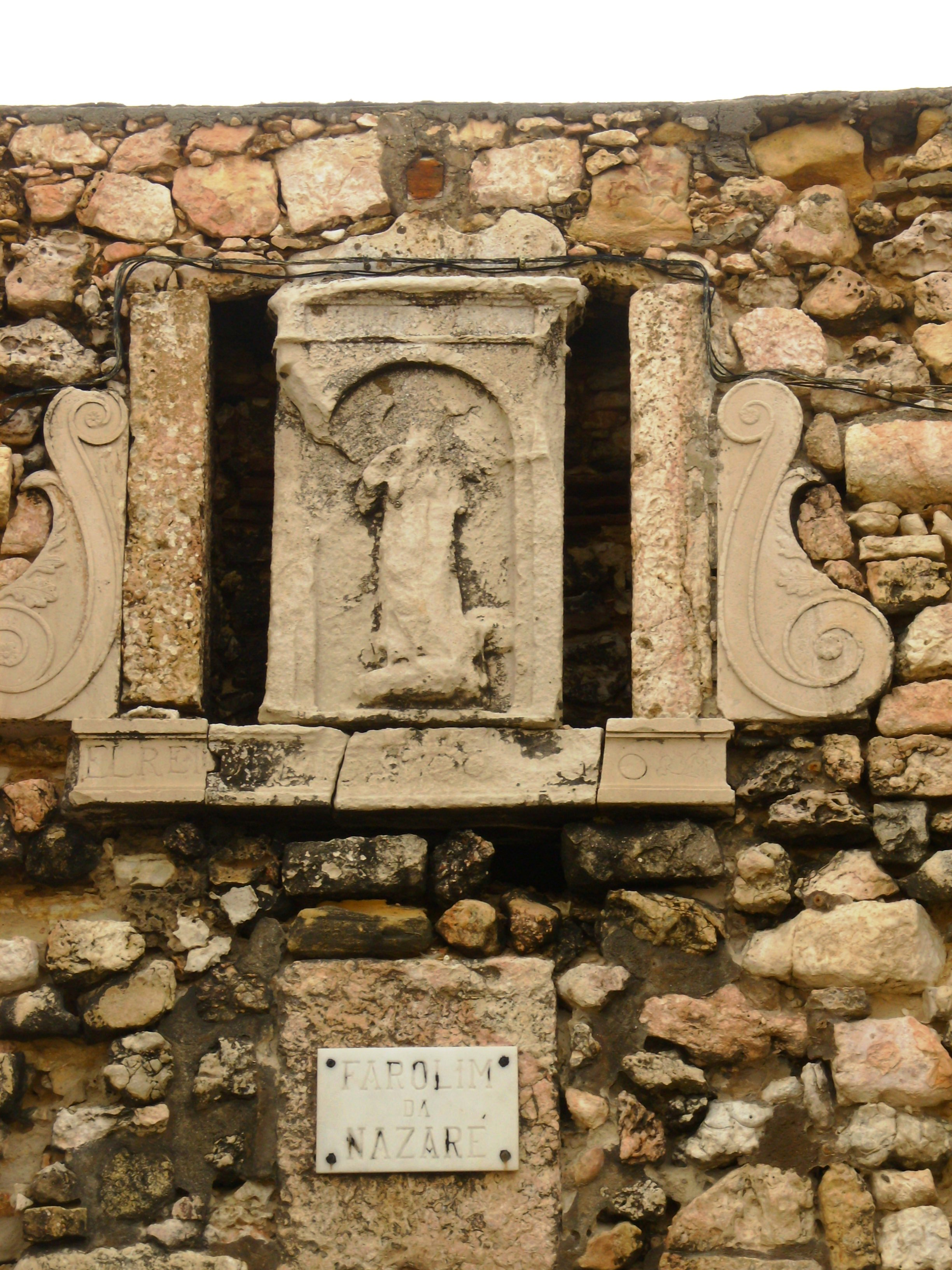
Epigrafia sobre o Portão de Armas